# بكر الدليمي
بكر الدليمي (ولد في 26 أبريل 1998) هو سباح عراقي تنافس في سباق 100 متر سباحة حرة في بطولة العالم للألعاب المائية 2017.